# Адам-Юсупов, Тюлеген Дюсембаевич
Тюлеген Дюсембаевич Адам-Юсупов (1937 — 5 мая 2015) — советский металлург, Герой Социалистического Труда. Депутат Совета Национальностей Верховного Совета СССР 10-го (1979—1984) и 11-го (1984—1989) созывов от Казахской ССР. Делегат XXV съезда КПСС (1976).

## Биография
Родился в 1937 году в Алма-Атинской области.
Пройдя в 1959 году семь месяцев ускоренного обучения в уральском Магнитогорске, Адам-Юсупов вернулся в Казахстан и начал работать четвёртым горновым, как отличнику, ему был присвоен сразу восьмой разряд. Был среди тех, кто 3 июля 1960 года в 15 часов 07 минут выплавлял самую первую партию чугуна в первой запущенной доменной печи. Восемь лет с ним проработал и будущий президент независимого Казахстана Нурсултан Назарбаев.
В 27 лет Адам-Юсупову был вручён орден Трудового Красного Знамени, в 31 год он стал Почётным металлургом СССР. 2 марта 1981 года в возрасте 44 лет был удостоен звания Героя Социалистического Труда «за выдающиеся производственные достижения, досрочное выполнение заданий десятой пятилетки и принятых социалистических обязательств по выпуску продукции, улучшению её качества, повышению производительности труда и проявленную трудовую доблесть».
Указом президента РК от 2 июля 2010 года награждён орденом «Курмет» — за заслуги в государственной и общественной деятельности, значительный вклад в социально-экономическое развитие страны и в связи 50-летию Казахстанской Магнитки.
Семья — жена Роза, дочь Елик, сын Арман; внуки: Динмухамед, Мерей.
5 мая 2015 года скончался в своём доме в городе Алматы. Похоронен на кладбище Кенсай-2 города Алматы.